# غريغ مارتينيز (مغني)
غريغ مارتينيز (بالإنجليزية: Gregg Martinez)‏ هو مغني أمريكي، ولد في 2 أغسطس 1956 في لافاييت في الولايات المتحدة.